# Isonoe (mitologia)
Secondo la mitologia greca, Isonoe (in greco Ισονοη) era una delle Danaidi. 

## Nella mitologia
Fu amante di Zeus e ne ebbe un figlio di nome Orcomeno. Quando morì, venne trasformata dal dio in una fonte.

## In astronomia
Le è stato dedicato uno dei satelliti del pianeta Giove.